# 博州
博州，隋朝时设置的州。
开皇十六年（596年）置，治所在聊城县（今山东省聊城市东北），大业初年省。隋末唐初，先后为窦建德、刘黑闼等人的起义根据地。 
唐朝武德四年（621年）复置。辖境相当今山东省高唐、茌平、聊城等地。天宝初年改为博平郡，乾元初年，复为博州，為魏博節度使轄地。五代後晋徙治于今聊城市东南。北宋徙治今聊城市。元朝至元四年（1267年）升为博州路，十三年改名为东昌路。地平土沃，产丝绵和绷。
| 唐朝博州辖县 | 唐朝博州辖县                                                                                 |
| ------------ | -------------------------------------------------------------------------------------------- |
| 621年        | 聊城县、武水县、博平县、莘亭县、高唐县、堂邑县、灵泉县、清平县、茌平县                       |
| 622年        | 聊城县、博平县、高唐县、清平县、茌平县（废除莘亭县、灵泉县，堂邑县改属毛州，武水县改属莘州） |
| 627年        | 聊城县、博平县、高唐县、清平县（废除茌平县，武水县、堂邑县来属）                             |
| 643年        | 聊城县、武水县、堂邑县、高唐县、清平县（废除博平县）                                         |
| 691年        | 聊城县、武水县、堂邑县、高唐县、清平县（重设博平县）                                         |
| 693年        | 聊城县、武水县、堂邑县、高唐县（改名崇武县）、清平县、博平县                                 |
| 705年        | 聊城县、武水县、堂邑县、崇武县（改名高唐县）、清平县、博平县                                 |
| 906年        | 聊城县（改名聊邑县）、武水县、堂邑县、高唐县、清平县、博平县                                 |

唐朝博州刺史
- 王羡（621年）
- 达奚恕（武德年间）
- 崔同（贞观初年）
- 阎立德（637年—639年）
- 韦世师（639年—641年）
- 王约（642年）
- 权知让（贞观末年）
- 韦玄俨（唐高宗时）
- 沈悦（唐高宗时）
- 卢宝胤（唐高宗时）
- 王守真（唐高宗时）
- 李冲（688年）
- 独孤敬同（武周初期）
- 崔挹（武周时）
- 李愿（武周末年）
- 杨元裕（神龙初年）
- 韦璋（707年）
- 崔祐之（唐中宗时）
- 张承训（唐中宗时）
- 李尚贞（717年—722年）
- 李畬（722年）
- 宋遥（728年）
- 郑繇（730年）
- 范弘颐（开元年间）
- 吕元㻮（开元年间）
- 刘凯（开元年间）
- 李成裕（741年）
- 郑某（唐玄宗时）
- 博平郡太守
- 令孤彰（757年）
- 李再春（782年之前）
- 李仲昌（796年之后—806年）
- 田融（812年）
- 乐少寂（大中年间）
- 乐彦祯（875年—882年）
- 罗谏（唐昭宗时）